# تپه چیرین
تپه چیرین مربوط به دوران‌های تاریخی پس از اسلام است و در شهرستان مهدیشهر، روستای فولاد محله واقع شده و این اثر در تاریخ ۱۱ دی ۱۳۸۰ با شمارهٔ ثبت ۴۶۴۴ به‌عنوان یکی از آثار ملی ایران به ثبت رسیده است.